# Sycyna (gromada)
Sycyna – dawna gromada, czyli najmniejsza jednostka podziału terytorialnego Polskiej Rzeczypospolitej Ludowej w latach 1954–1972.
Gromady, z gromadzkimi radami narodowymi (GRN) jako organami władzy najniższego stopnia na wsi, funkcjonowały od reformy reorganizującej administrację wiejską przeprowadzonej jesienią 1954 do momentu ich zniesienia z dniem 1 stycznia 1973, tym samym wypierając organizację gminną w latach 1954–1972.
Gromadę Sycyna siedzibą GRN w Sycynie (obecnie są to trzy wsie: Sycyna Południowa, Sycyna Północna i Sycyna-Kolonia) utworzono – jako jedną z 8759 gromad na obszarze Polski – w powiecie kozienickim w woj. kieleckim, na mocy uchwały nr 13e/54 WRN w Kielcach z dnia 29 września 1954. W skład jednostki weszły obszary dotychczasowych gromad Karolin, Sycyna, Sydół i Wólka Szelężna ze zniesionej gminy Grabów n/Wisłą w tymże powiecie.
1 października 1954 gromada weszła w skład nowo utworzonego powiatu zwoleńskiego w tymże województwie, gdzie ustalono dla niej 17 członków gromadzkiej rady narodowej.
1 stycznia 1969 do gromady Sycyna przyłączono wsie Pcin i Ranachów B ze zniesionej gromady Pcin.
Gromada przetrwała do końca 1972 roku, czyli do kolejnej reformy gminnej.